# 논증
논증(論證, 문화어: 론증, 영어: proof, demonstration)은 증명 또는 입증이라고도 하며, 어떤 판단이 참(眞)이란 것의 이유를 부여하거나 명확하게 보여줄 때 논증한다고 말한다.
논증해야만 할 판단을 제제(提題)·논제(論題)·정립(定立)이라 하고, 이유를 주는 판단을 논거(論據)라고 한다.
논증은 논거를 전제로 하며, 제제를 결론으로 하는 추리 형식(deductive reasoning)으로 행하여진다. 논증의 궁극적인 논거가 되는 판단을 공리라고 하며, 그것으로써 이유가 주어진 제제를 정리라고 한다.

## 같이 보기
- 토론